# Song Zhiguang
Song Zhiguang (chiń. 宋之光; ur. kwiecień 1916, Panyu, Guangdong, zm. kwiecień 2005) – chiński dyplomata.
Przed utworzeniem ChRL służył od 1936 r. w armii. W czerwcu 1950 r. rozpoczął pracę w Ministerstwie Spraw Zagranicznych.
Został oddelegowany do ambasady w NRD, jako drugi sekretarz. W Niemczech przebywał do 1957 r., awansując najpierw na stanowisko pierwszego sekretarza, a następnie radcy.
W latach 1957–1964 pełnił funkcję zastępcy dyrektora generalnego Departamentu Europy Wschodniej.
W 1964 powrócił do Niemiec w stopniu radcy. W 1970 został ambasadorem w NRD, a od lipca 1972 ambasadorem w Wielkiej Brytanii.
Od marca 1982 do sierpnia 1985 był ambasadorem ChRL w Tokio.
Po powrocie do Chin został doradcą Komitetu Spraw Zagranicznych Ogólnochińskiego Zgromadzenia Przedstawicieli Ludowych.
W październiku 1994 przeszedł na emeryturę.